# 茹里夫卡 (別列濟夫卡區)
47°23′31″N 30°29′33″E / 47.39194°N 30.49250°E
茹里夫卡（烏克蘭語：Журівка）是位於烏克蘭西南部的村莊，由敖德萨州贝雷济夫卡区的斯特留科韋市鎮負責管轄。該村始建於1895年，面積0.91平方公里，海拔高度31米，2001年人口125，人口密度每平方公里137.36人。